# Пумпелли, Рафаэль
Рафаэль Пумпелли вариант Пампели (англ. Raphael Pumpelly; 8 сентября 1837, Овиго, Нью-Йорк, США — 10 августа 1923, Ньюпорт, Род-Айленд) — американский геолог, исследователь, путешественник. Один из самых выдающихся геологов и минералогов своего времени.

## Биография
Образование получил в Европе. В 1859 году окончил Фрайбергскую горную академию в Германии. Слушал лекции в Ганноверской политехнической школе. После окончания учёбы много путешествовал по горным районам Европы с целью практического изучения геологии и основ металлургии.
В 1860 году занимался горными работами в Аризоне. По приглашению правительств с 1861 по 1863 год обследовал некоторые районы Японии (остров Хоккайдо) и угольные бассейны северного Китая. Пумпелли впервые произвёл обширные геологические исследования в Китае. После этого осуществил первый обширный обзор пустыни Гоби, который стал одним из самых первых профессиональных и научных геологических работ, когда-либо осуществлённых в Китае. Исследовал степи Монголии и Сибирь.
Увлекшись проблемой новейших изменений физико-географических условий Азии: горных поднятий, колебаний климата и т. д. и их влияния на историю народов, позже организовал американскую экспедицию института Карнеги в Туркестан. Участником этой экспедиции был Э. Хантингтон. Во время экспедиции 1903 года на юге Туркменистана в Аннау в 8 км к юго-востоку от Ашхабада, он обнаружил остатки цивилизации, возрастом 4500 лет до н. э.
Позже был профессором горного дела в Гарвардском университете. На деятельность Р. Пумпелли оказали влияние работы Луи Агассиса, одного из основоположников гляциологии. С 1870 по 1871 год провёл геологическое обследование района залегания меди в Мичигане, с 1871 года три года занимался исследованиями Миссури, подготовив по итогу «Предварительный доклад о железных рудах и угольных полях» с атласом для доклада Геологической службе Миссури (1873).
В 1881 году он организовал трансконтинентальное обследование для Северной Тихоокеанской железной дороги.
В 1894 году им впервые была отмечена складчатость волочения.
В 1870 году он был избран в Американскую академию искусств и наук, в 1872 году стал членом Национальной академии наук США. В 1905 году Р. Пумпелли был избран президентом Геологической службы США.
Провёл целый ряд геологических исследований, от руководства разработкой серебряных рудников в Аризоне до консультаций правительств Японии и Китая.

## Семья

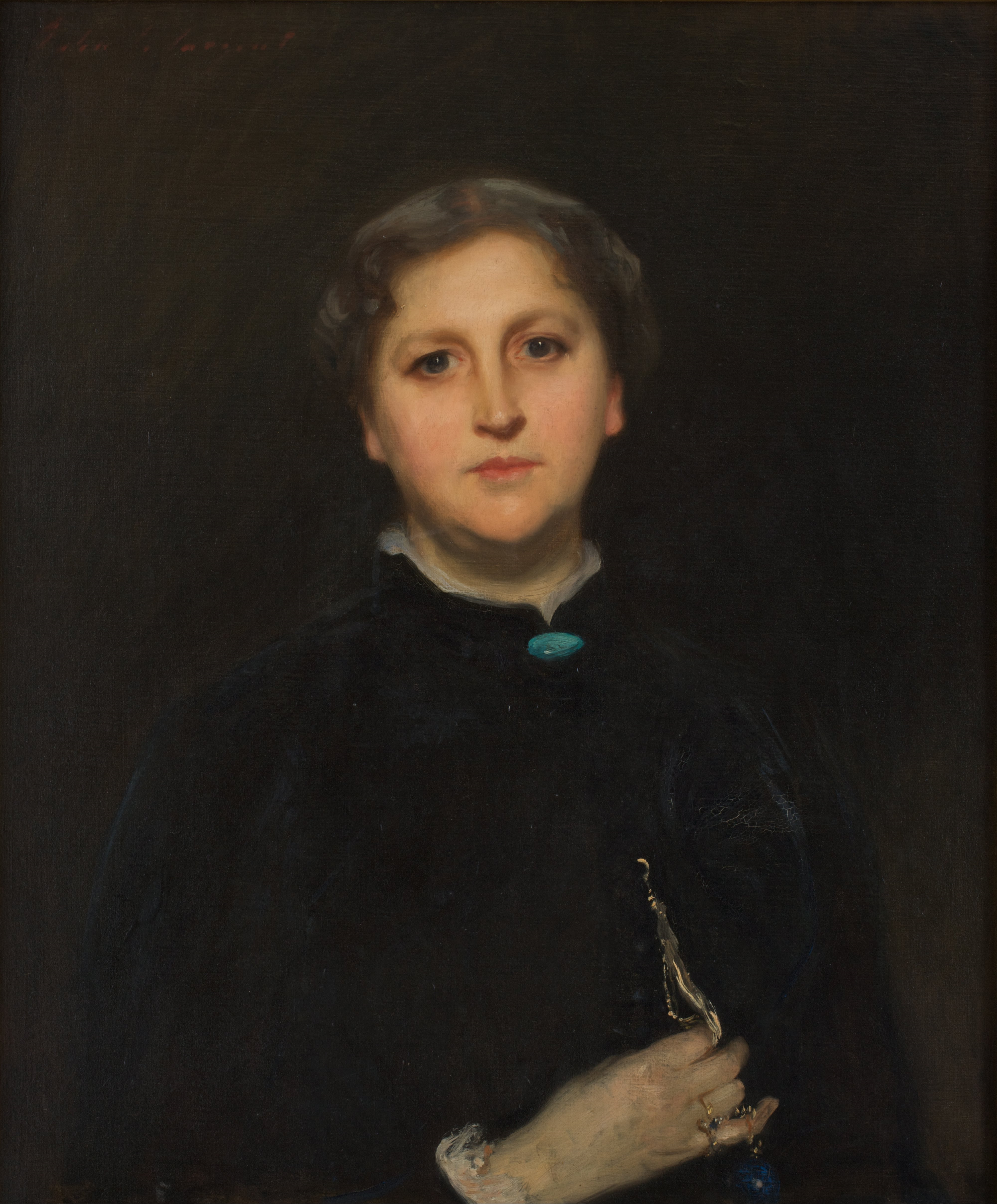
Портрет Элизы Пумпелли. Д. Сарджент, 1887

Пумпелли женился 20 октября 1869 года в Дорчестере (Массачусетс) на Элизе Фрэнсис Шепард (14 марта 1840, Дорчестер — 5 февраля 1915, Ньюпорт, Род-Айленд). Она была дочерью Отиса Шепарда и Энн Поуп. Её сестра, Ребекка Кеттель Шепард вышла замуж за автора и издателя Джорджа Хейвена Патнэма (англ.), старшего сына издателя Джорджа Палмера Патнэма (англ.) и Викторины Хейвен Патнэм. Ребекка и Джордж стали родителями Берты Хейвен Патнэм (англ.), историка Средневековья. Другая её сестра, Люси Элизабет Шепард, вышла замуж за преподобного доктора Томаса Хилла, сына Томаса Хилла (англ.), президента Антиохийского колледжа (англ.) с 1860 по 1862, а с 1862 по 1868 президента Гарвардского университета, и Генриетты Баркер.
Рафаэль и Элиза были родителями пятерых детей. Их дочь, Элиз Пумпелли, вышла замуж за Томаса Хэндасида Кэбота, сына Джеймса Эллиота Кэбота и Элизабет Дуайт. Он был правнуком Томаса Хандасида Перкинса (англ.) и внучатым племянником Уильяма Морриса Ханта, американского художника. Элиза и Томас были родителями троих детей: Томаса Хэндасида Кэбота, Элизабет Дуайт Кэбот (младшей), которая вышла замуж за Генри Холта-младшего (сына Генри Холта (англ.), основателя издательства Генри Холт и Компания (англ.) и Флоренс Табер) и Полин Кэбот, которая вышла замуж за Джорджа Пирса Меткалфа, сын Стивена Олни Меткалфа.

## Память
В честь американского геолога Рафаэля Пумпелли в 1925 году был назван минерал — пумпеллиит (англ.).